# Кастельон, Габриэль
Габриэль Хесус Кастельон Веласке (исп. Gabriel Jesús Castellón Velazque; 8 сентября 1993, Вальпараисо, Чили) — чилийский футболист, вратарь клуба «Универсидад де Чили» и сборной Чили.

## Клубная карьера
Кастельон — воспитанник клуба «Сантьяго Уондерерс». В 2012 году для получения игровой практики Габриэль на правах аренды перешёл в «Депортес Кольчагуа». 13 сентября в матче Кубка Чили против «О’Хиггинс» он дебютировал за новую команду. По окончании аренды Кастельон вернулся в «Сантьяго Уондерерс». 22 марта 2014 в матче против «Универсидад де Консепсьон» он дебютировал в чилийской Примере.
В начале 2019 года Кастельон перешёл в «Уачипато». 3 марта в матче против «Универсидад де Чили» он дебютировал за новую команду.

## Международная карьера
В 2021 года Кастельон принял участие в Кубке Америки в Бразилии. На турнире он был запасным и на поле не вышел.